# William Gilpin

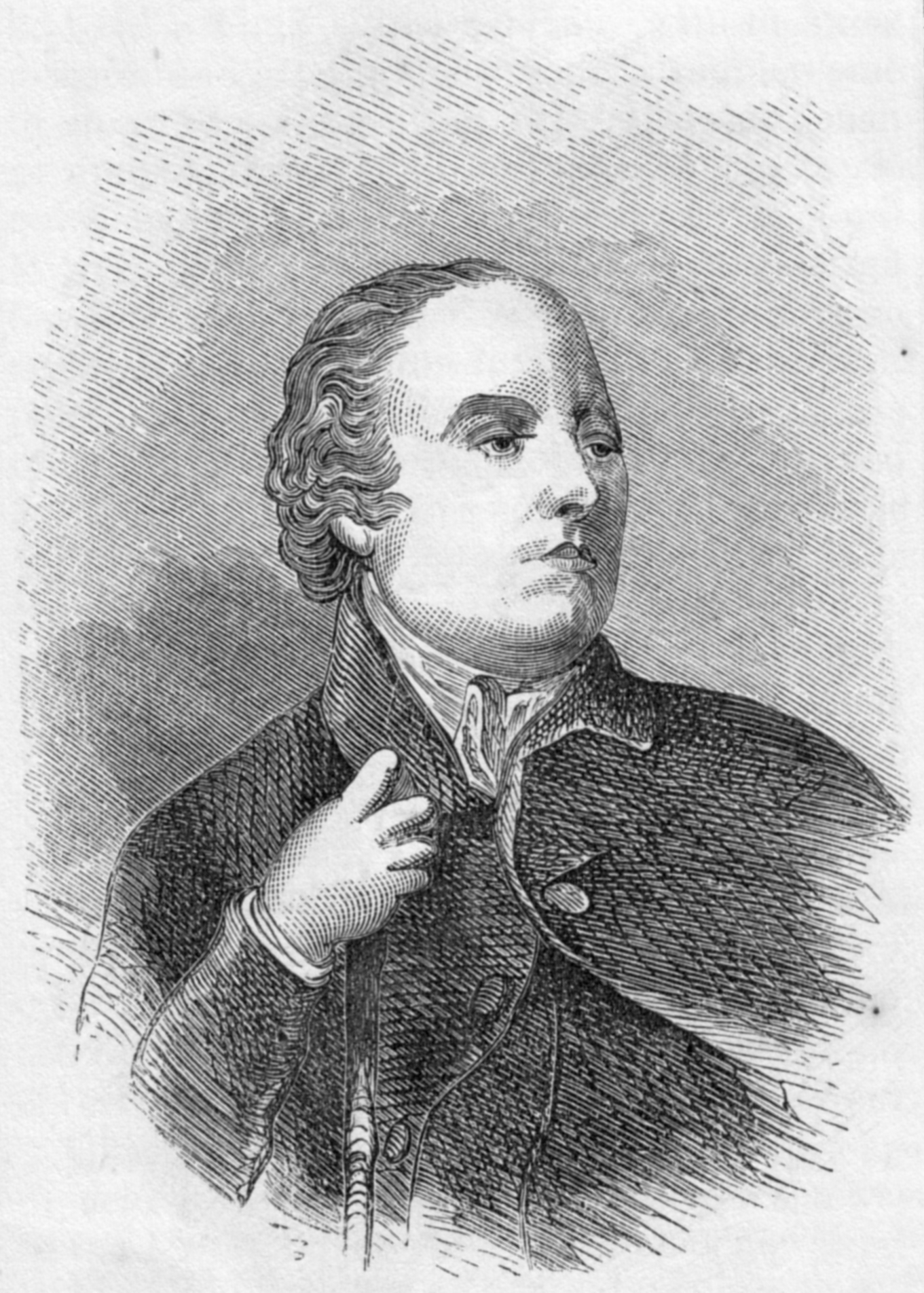
William Gilpin, grabado de 1869.

William Gilpin (1724-1804) fue un sacerdote, escritor, artista y maestro de escuela británico, conocido como uno de los creadores del género estético de lo pintoresco.

## Vida y obra
Nació en Cumberland, hijo del capitán John Bernard Gilpin, un soldado y artista aficionado. Desde temprana edad era un dibujante y entusiasta coleccionista de estampas, pero, mientras que su hermano Sawrey Gilpin se convirtió en un pintor profesional, William optó por una carrera en la Iglesia, graduándose en el Queen's College de Oxford en 1748. Todavía en Oxford, Gilpin publicó anónimamente Un diálogo sobre los jardines (1748), donde comenzó a desarrollar sus ideas sobre lo pintoresco. Después de trabajar como cura, Gilpin se convirtió en maestro y, desde 1755, director de la escuela de Cheam. Era un pedagogo ilustrado: estableció un sistema de multas en vez de los castigos corporales, y alentaba a los niños a mantener los jardines. Gilpin se quedó en Cheam hasta 1777, cuando se trasladó, con su esposa Margaret, a convertirse en vicario de Boldre en el New Forest, en Hampshire. Le sucedió en Cheam su hijo, llamado igualmente William Gilpin. 
En 1768 publicó su Ensayo sobre las estampas, donde se define lo pintoresco como "ese tipo de belleza con que se está de acuerdo en un cuadro", y empezó a exponer sus "principios de la belleza pintoresca", basados en gran medida en su conocimiento sobre la pintura de paisaje. Los diarios de viaje de Gilpin fueron distribuidos en manuscrito a sus amigos, como el poeta William Mason, y un círculo más amplio, incluyendo Thomas Grey, Horace Walpole y el rey Jorge III. En 1782, a instancias de Mason, Gilpin publicó Observaciones sobre el río Wye y varias partes del sur de Gales, etc, relativos principalmente a la belleza pintoresca, realizadas en el verano del año 1770 (Londres, 1782), al que siguieron Observaciones sobre la Región de los Lagos y el oeste de Inglaterra y, después de su traslado a Boldre, Comentarios sobre los paisajes de boscosos y otras vistas de tierras arboladas (Londres, 1791). Su obra principal fue Ensayos sobre lo pintoresco (1792).
Para Gilpin, lo pintoresco fue siempre y esencialmente tan sólo un conjunto de reglas para describir la naturaleza. Otros escritores posteriores como Richard Payne Knight y Uvedale Price desarrollaron el concepto, aplicándolo en términos más generales al diseño del paisaje y la arquitectura. Aparte del tema pintoresco, Gilpin publicó numerosas obras sobre temas morales y religiosos, incluyendo biografías de Hugh Latimer, Thomas Cranmer y John Wyclef. Muchos de los manuscritos de sus giras, incluidos los inéditos o muy poco material publicado, se encuentra ahora en la Bodleian Library de Oxford. 